# Fred Grgurev
Ferdo "Fred" Grgurev (Zadar; 14 de septiembre de 1951) es un exfutbolista croata naturalizado estadounidense que jugó como delantero.

## Selección nacional
Jugó catorce partidos con la Estados Unidos entre 1973 y 1976. Marcó contra Canadá en un amistoso jugado en Windsor el 5 de agosto de 1973, que los estadounidenses ganaron 2-0.

### Participaciones en clasificatorias
| Clasif.              | Sede   | Resultado | Part. | Goles |
| -------------------- | ------ | --------- | ----- | ----- |
| Clasif. Mundial 1978 | Varias | Eliminado | 5     | 0     |

## Clubes
| Club                       | País           | Año       |
| -------------------------- | -------------- | --------- |
| New York Damantinac        | Estados Unidos | 1973      |
| New York Cosmos            | Estados Unidos | 1974-1975 |
| New York Apollo            | Estados Unidos | 1976-1977 |
| New York Cosmos            | Estados Unidos | 1978      |
| Philadelphia Fever         | Estados Unidos | 1978-1980 |
| Rochester Lancers (cesión) | Estados Unidos | 1979-1980 |
| New York Arrows            | Estados Unidos | 1980-1981 |
| New Jersey Rockets         | Estados Unidos | 1981-1982 |
| New York Arrows            | Estados Unidos | 1982-1984 |
| Memphis Americans (cesión) | Estados Unidos | 1983-1984 |
| Las Vegas Americans        | Estados Unidos | 1984-1985 |
| Pittsburgh Spirit          | Estados Unidos | 1985-1986 |
| New York Express           | Estados Unidos | 1986-1987 |